# 聯合假鰓鱂
聯合假鰓鱂，為輻鰭魚綱鯉齒目假鰓鱂科的其中一種，被IUCN列為易危保育類動物，分布於非洲坦尚尼亞淡水流域，為特有種，體長可達3.3公分，棲息在雜草生長的淺水域，生活習性不明，可做為觀賞魚。

## 擴展閱讀
維基物種上的相關：聯合假鰓鱂